# Береговий трамвай
51°15′54″ пн. ш. 3°00′20″ сх. д. / 51.26495° пн. ш. 3.00544° сх. д.
Береговий трамвай (нід. Kusttram) — трамвайний маршрут вздовж усього бельгійського узбережжя Північного моря. Довжина маршруту складає 67 кілометрів, налічується 69 зупинок, поїздка з кінця в кінець займає 2 години 21 хвилину. Береговий трамвай — найдовший трамвайний маршрут у світі. З шириною колії — 1000 мм (3 ft 3 3⁄8 in)
Номер маршруту — 0.

## Історія
Береговий трамвай — релікт мережі місцевих залізниць, що існувала в Бельгії між кінцем XIX століття і 1970-ми роками. Перша частина маршруту берегового трамвая, між містами Остенде і Ньївпорт, була прокладена в 1885 р.. У 1890 р. було побудовано відтінок Остенде — Кнокке. Ширина колії становила (і становить на середину 2010-х) 1000 мм. Спочатку застосовувалася парова тяга; в 1912 р. лінія була електрифікована (600 вольт, постійний струм).
Після Другої світової війни берегова лінія (як і вся мережа місцевих залізниць) прийшла в занепад. До 1970-х трамваї курсували тільки раз на годину. Але наприкінці 1970 рр. лінія була повністю модернізована по всій довжині. У 1980 році до роботи на лінії приступили сучасні (на той момент) трамваї.
У 1996 р. в Кнокке кінцева зупинка Берегового трамвая була перенесена з центральної площі до залізничного вокзалу.
У 1994  — 2002 рр. всі трамваї було модернізовано.

## Стан на 2010-ті

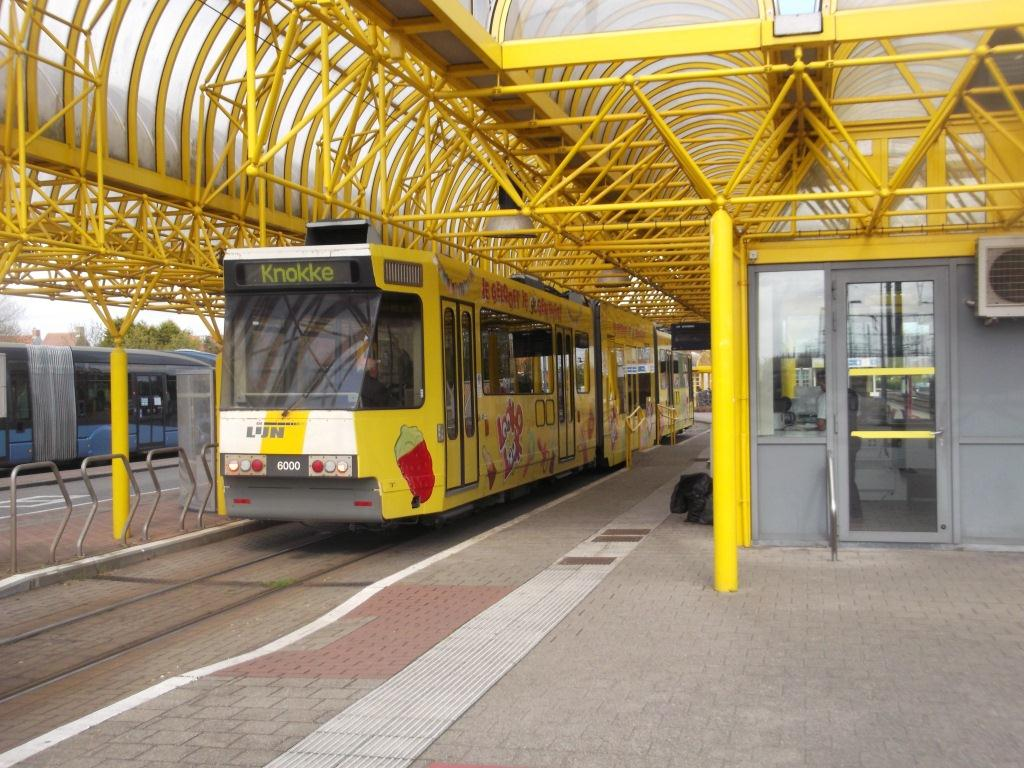
Береговий трамвай на південному кільці в Де-Панні, ліворуч — французький автобус до Дюнкерку
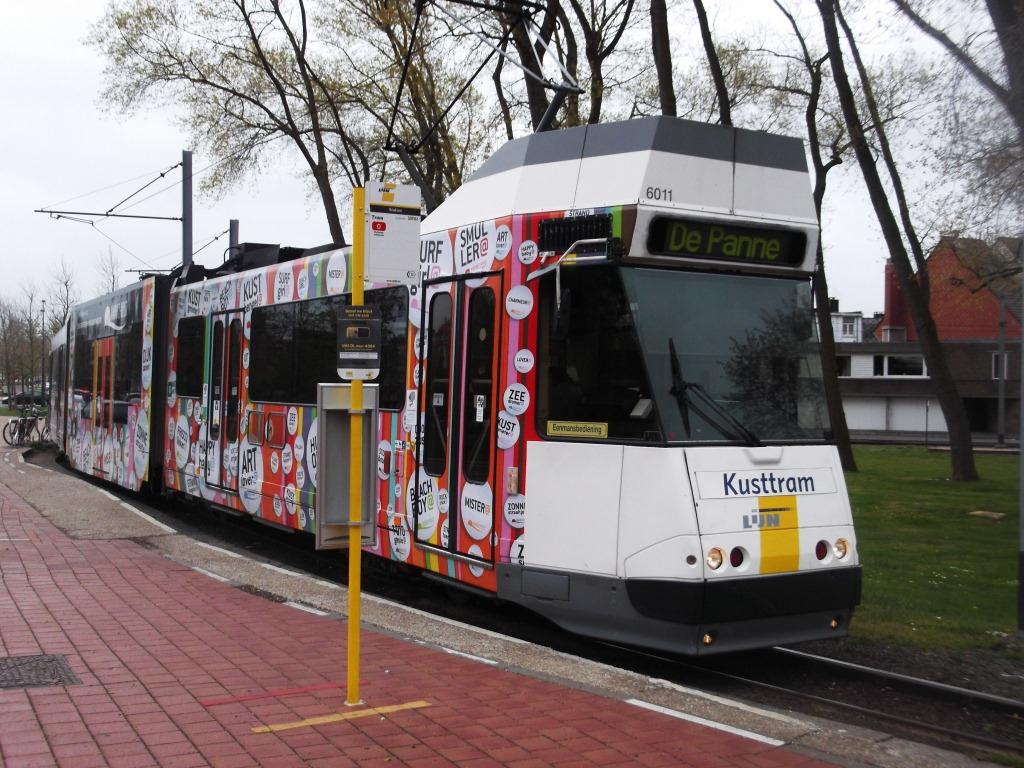
Береговий трамвай на північному кільці в Кнокке

Інтервал руху трамваїв змінюється в залежності від часу доби від трьох-чотирьох відправлень (в години пік) до одного рейсу на годину (рано вранці та пізно ввечері).
Кінцева станція трамвая як на півночі в Кнокке, так і на півдні у Де-Панні знаходиться за 3—4 км від кордону. Існує проект продовження маршруту до Брескенсу в Нідерландах і/або Дюнкерку у Франції. На середину 2010-х південна кінцева станція Де-Панні сполучена з Дюнкерком автобусним маршрутом (№ 2B Дюнкерк — Адінкерке (Де-Панні)), вартість проїзду 2,4 євро, квиток купується у водія, час у дорозі до центру Дюнкерка близько 50 хвилин, інтервал приблизно раз на годину. Прямого сполучення з Нідерландами від північної кінцевої станції в Кнокке немає.

## Маршрут
Тарифні зони (з півдня на північ):
- 01 - Де-Панні
- 02 - Коксійде
- 03 - Остдюнкерке
- 04 - Ньївпорт
- 05 - Ломбардсійде - Вестенд
- 06 - Мідделкерке
- 07 - Домейн Раверсійде
- 08 - Остенде
- 09 - Бредене
- 10 - Де Хаан
- 11 - Вендуїне
- 12 - Бланкенберге
- 13 - Зєєбрюгге
- 14 - Хейст
- 15 - Кнокке

Вартість проїзду: 1—2 зони — 1,2 євро. Більше двох зон — 2 євро. Денний квиток — 5 євро.